# Crioa acronyctina
Crioa acronyctina är en fjärilsart som beskrevs av Butler 1886. Crioa acronyctina ingår i släktet Crioa och familjen nattflyn. Inga underarter finns listade i Catalogue of Life.